# Червен петнист питон
Червните петнисти питони (Python brongersmai) са вид влечуги от семейство Питонови (Pythonidae).
Разпространени са на Малайския полуостров и Суматра в Югоизточна Азия
Таксонът е описан за пръв път от американския зоолог Олив Грифит Стъл през 1938 година.